# 江湾大桥 (吉林)
江湾大桥位于中国吉林省吉林市，是跨越松花江的一座桥梁，连接船营区和丰满区。2002年3月18日动工，2004年8月3日通车。大桥北端与东昌街连接，设置匝道与松江东路相接；南端跨越滨江东路后与南山街相接，设置匝道与滨江东路相接。
大桥全长643米，宽31米，桥下通航净高8米，双向6车道。